# Hemtjärnen (Vilhelmina socken, Lappland, 715570-158405)
Hemtjärnen är en sjö i Vilhelmina kommun i Lappland och ingår i Lögdeälvens huvudavrinningsområde. Sjön har en area på 0,0533 kvadratkilometer och ligger 486,1 meter över havet.

## Delavrinningsområde
Hemtjärnen ingår i det delavrinningsområde (715567-158454) som SMHI kallar för Utloppet av Käringträsket. Medelhöjden är 519 meter över havet och ytan är 5,86 kvadratkilometer. Räknas de 13 avrinningsområdena uppströms in blir den ackumulerade arean 83,83 kvadratkilometer. Avrinningsområdets utflöde Lögdeälven (Lögdån) mynnar i havet. Avrinningsområdet består mestadels av skog (68 procent) och sankmarker (13 procent). Avrinningsområdet har 0,54 kvadratkilometer vattenytor vilket ger det en sjöprocent på 9,3 procent.